# Fabio Sonzogni
Pour les articles homonymes, voir Sonzogni.
Fabio Sonzogni (Bergame, 1963) est un réalisateur, acteur, architecte et designer italien.

## Biographie
Fabio Sonzogni a travaillé comme acteur pendant quinze ans avec les réalisateurs : Luca Ronconi, Dario Fo, Gabriele Lavia, Mario Martone, Antonio Syxty, Antonio Latella.
À partir de l'année 2000, il travaille en tant que metteur en scène.
Son dernier spectacle théâtral Orgia de Pier Paolo Pasolini a fait l'objet d'une tournée en Italie (2012-2013).
En 2002 il a réalisé le court métrage Foglie di Cemento (« Feuilles de ciment »).
Ce court métrage a été présenté dans 35 festivals internationaux et en a gagné 7, parmi lesquels : Rotterdam Film Fest, Dresda Film Festival, Cork Film Festival, Genova Film Festival, Cinecittà Roma Festival.
Sonzogni a été invité à des manifestations internationales consacrées au cinéma  New York, Londres, Paris, Madrid et Dresde.
^

## Régies théâtrales
- Sunset Limited, de Cormac McCarthy, avec Fausto Iheme Caroli et Fabio Sonzogni. Elsinor - 2013
- Orgia, de Pier Paolo Pasolini, avec Sabrina Colle (Sara Bertelà), Giovanni Franzoni (Fabio Sonzogni) et Silvia Pernarella. (Teatro Out-Off) Teatro Sala Fontana, Milan (2011 – 2012) ;
- Antigone, de Sophocle, avec Cristina Spina et Gabriele Parrillo. Région Pouilles (2010) ;
- Les Bacchantes, de Euripide, avec Giovanni Franzoni, Gabriele Parrillo, Teresa Saponangelo. Région Pouilles (2009) ;
- C'era una nave..., autoreurs divers, avec Franco Branciaroli, Festival DeSidera (2008) ;
- Ogni cosa era più antica dell'uomo e vibrava di mistero, (de La route de Cormac McCarthy), avec Laura Marinoni, Festival DeSidera (2008) ;
- Médée, de Euripide, avec Caterina Deregibus, production Teatro Stabile, Florence (2007) ;
- Œdipe roi, de Sophocle, avec Franco Pistoni, Compagnie Elsinor (2006) ;
- Mesure pour mesure, de William Shakespeare, avec Gabriele Parrillo, Giovanni Franzoni et Cristina Spina, Compagnie Elsinor (2005) ;
- Chantier : Misura per misura, de William Shakespeare, avec Gabriele Parrillo, Giovanni Franzoni et Cristina Spina, SiparioFilmProduction et Fabrica, Ex Italcementi de Alzano Lombardo (2004) ;
- La Nouvelle rêvée, de Arthur Schnitzler, cavec Gabriele Parrillo et Camilla Frontini, Teatro Stabile, Florence (2000).

## Régies cinematographiques
- Giuseppe Gambirasio, architetto, entrevue, documentaire, (2009) ;
- Essere, Naturalmente, société Molinari, spot pubblicitaire, (2007) ;
- Mesure pour mesure de William Shakespeare, in Cantiere, film documentaire; régie en collaboration avec Andrea Zambelli (2005) ;
- Foglie di cemento, court métrage, durée 35 mm (2002).